# Tylos minor
Tylos minor är en kräftdjursart som beskrevs av Dollfus 1893C. Tylos minor ingår i släktet Tylos och familjen Tylidae. Inga underarter finns listade i Catalogue of Life.